# الکساندر مویسیف (بازیکن بسکتبال)
الکساندر مویسیف (روسی: Александр Иванович Моисеев؛ ۲۸ مهٔ ۱۹۲۷ – ۹ سپتامبر ۲۰۰۳) بازیکن بسکتبال اهل اتحاد جماهیر شوروی سوسیالیستی بود.
از باشگاه‌هایی که در آن بازی کرده‌است می‌توان به باشگاه بسکتبال زسکا مسکو اشاره کرد.